# 克羅斯村鎮區 (密歇根州)
克羅斯村鎮區（英語：Cross Village Township）是位於美國密歇根州埃米特縣的一個行政鎮區。

## 地方資料
克羅斯村鎮區的面積為26.80平方千米，當中陸地面積為26.20平方千米，而水域面積為0.60平方千米。根據2020年美國人口普查的數據，當地共有人口240人，而人口密度為每平方千米8.96人。